# Чуева, Анна Николаевна
Анна Николаевна Чуева (22 мая 1895 года — 7 июля 1973 года) — овощевод колхоза «Путь труда» Язлавского сельсовета Куюргазинского района БАССР, Герой Социалистического Труда.

## Биография
Анна Николаевна Чуева родилась 22 мая 1895 года в с. Вязовое (ныне — Старооскольского района Белгородской области). Образование — начальное.
В 1927 г. вместе с семьей переехала на хутор Чикановский Куюргазинского района Башкирской АССР. С 1929 г. трудилась в колхозе «Путь труда» Язлавского сельсовета Куюргазинского района, с 1937 года работала звеньевой, бригадиром в этом же колхозе.
В июле 1941 года муж ушел на фронт и вскоре погиб. Анна Николаевна с двумя детьми перебралась в колхоз «Золотой колос» Куюргазинского района БАССР.
В 1941 году Анна Николаевна возглавила овощеводческое звено колхоза «Золотой колос» Куюргазинского района.
Все годы своего труда А. Н. Чуева находилась в числе передовиков производства, показывая образцы ударной работы. На уборке урожая 1944 г. ежедневно связывала по 2,5-3,5 тысячи снопов при норме 400. 11 августа 1944 г. связала 5 200 снопов, в результате чего заработала 12 пудов зерна. Весь заработок этого дня внесла в Фонд победы Красной Армии, за что получила личную благодарность Председателя Государственного Комитета Обороны СССР И. В. Сталина.
30 августа 1945 rода Анна Николаевна связала 8 300 снопов, убрав хлеба с площади 5 гектаров при норме 0,45 гектара. За работу ей было выделено 18 пудов хлеба, 22 премии, в том числе куплен и перевезен на усадьбу пятистенный дом, крытый железом, обстановка для дома, скотина.
27 августа 1946 г. связала 10 160 снопов овса, тем самым выполнила 21 норму по уборке урожая.
Звено, руководимое А. Н. Чуевой, ежегодно добивалось высоких показателей при выращивании овощей, картофеля и сахарной свеклы. В 1964 г. с каждого гектара было получено по 480 центнеров сладких корней. В 1965 г. коллектив звена собрал с каждого гектара 390 центнеров помидоров, 800 центнеров капусты, 400 центнеров огурцов.
За успехи, достигнутые в увеличении производства и заготовок картофеля, овощей и другой продукции, Указом Президиума Верховного Совета СССР от 30 апреля 1966 г. А. Н. Чуевой присвоено звание Героя Социалистического Труда.
Анна Николаевна Чуева — депутат Верховного Совета РСФСР второго созыва (1947—1951), Верховного Совета Башкирской АССР третьего, четвертого созывов (1951—1959).
Анна Николаевна скончалась 7 июля 1973 года.

## Награды
- Герой Социалистического Труда (1966)
- Награждена двумя орденами Ленина (22.03.1949, 1966) и медалями, в том числе «За трудовую доблесть».

## Память
На доме в д. Кунакбаево Куюргазинского района РБ, в котором проживала А. Н. Чуева, установлена мемориальная доска.